# Oecetis simplex
Oecetis simplex är en nattsländeart som beskrevs av G. Marlier 1956. Oecetis simplex ingår i släktet Oecetis och familjen långhornssländor. Inga underarter finns listade i Catalogue of Life.